# Stylodesmus horridus
Stylodesmus horridus är en mångfotingart som beskrevs av Cook 1896. Stylodesmus horridus ingår i släktet Stylodesmus och familjen fingerdubbelfotingar. Inga underarter finns listade i Catalogue of Life.